# Shengmu
Shengmu (kinesiska: 省母, 省母乡) är en socken i Kina. Den ligger i provinsen Sichuan, i den sydvästra delen av landet, omkring 390 kilometer sydväst om provinshuvudstaden Chengdu. Antalet invånare är 1712. Befolkningen består av 868 kvinnor och 844 män. Barn under 15 år utgör 22,0 %, vuxna 15-64 år 70 %, och äldre över 65 år 6,0 %.
Genomsnittlig årsnederbörd är 754 millimeter. Den regnigaste månaden är juli, med i genomsnitt 221 mm nederbörd, och den torraste är november, med 1 mm nederbörd.